# Домініка Штандера
Домініка Штандера (пол. Dominika Sztandera, 19 січня 1997) — польська спортсменка.
Чемпіонка Європи з плавання на короткій воді 2019 року.